# Espace localement connexe par arcs
En mathématiques, plus précisément en topologie, un espace localement connexe par arcs est un espace topologique possédant une base d'ouverts dont chacun est connexe par arcs.

## Définition équivalente
Un espace X est localement connexe par arcs si et seulement si pour tout point x de X,

x possède un système fondamental de voisinages dont chacun est connexe par arcs,
autrement dit,

tout voisinage de x contient un voisinage de x connexe par arcs.

## Exemples
- Tout espace vectoriel normé ou plus généralement tout espace vectoriel topologique (sur ℝ) est localement connexe par arcs. Les exemples les plus classiques sont ℝn et ℂn, munis de leur topologie usuelle.
- Toute variété topologique est localement connexe par arcs.
- Tout ouvert U d'un espace X localement connexe par arcs est encore localement connexe par arcs (puisqu'on obtient une base d'ouverts de U —  pour la topologie induite par celle de X — en sélectionnant, parmi les ouverts d'une base de X, ceux qui sont inclus dans U).
- Tout espace topologique fini est localement connexe par arcs.
- Tout espace localement simplement connexe est localement connexe par arcs.

## Propriétés
- Tout espace localement connexe par arcs est localement connexe (puisque tout espace connexe par arcs est connexe).
- Dans un espace localement connexe par arcs, les composantes connexes par arcs sont ouvertes.
En effet, pour tout point x d'une telle composante U, il existe un ouvert contenant x et connexe par arcs, donc inclus dans U.
- Tout espace connexe et localement connexe par arcs (par exemple : tout ouvert connexe de  ℝn) est (globalement) connexe par arcs.
En effet, si U est une composante connexe par arcs d'un tel espace X (non vide) alors, d'après la propriété précédente, U est ouvert, et son complémentaire (réunion des autres composantes connexes par arcs) aussi, si bien que U est un ouvert-fermé non vide du connexe X donc est égal à X.
- Les composantes connexes d'un espace localement connexe par arcs sont ouvertes et (globalement) connexes par arcs
Un espace localement connexe par arc étant localement connexe, ses composantes connexes sont ouvertes. Or toute partie ouverte d'un espace localement connexe par arcs est localement connexe par arcs, elles sont donc également localement connexes par arcs, et donc globalement connexes par arcs (d'après la propriété précédente).
- Tout espace où les composantes connexes par arcs de chaque ouvert sont ouvertes est localement connexe par arcs.
En effet, les ouverts connexes par arcs forment alors une base d'ouverts.
- La connexité par arcs locale n'est pas préservée par image continue.